# Książnik
Książnik (deutsch Herzogswalde) ist ein Ort in der Landgemeinde Miłakowo  im Powiat Ostródzki der Woiwodschaft Ermland-Masuren in Polen.

## Geographische Lage
Książnik (Herzogswalde) liegt in der Eylauer Seenplatte im Oberland in der historischen Region Ostpreußen. Der Ort befindet sich heute im Westen der Woiwodschaft Ermland-Masuren im Norden Polens.
Książnik (Herzogswalde) liegt etwa 4 km südlich von Miłakowo (Liebstadt), 31 km nördlich von der Kreisstadt Ostródzki (Osterode i. Ostpr.) und 35 km nordwestlich von der Provinzhauptstadt Olsztyn (Allenstein).

## Geschichte
Der Ort Herzogswalde wird zum ersten Mal 1323 als Herczogenwalt erwähnt. Das Dorf gehörte während der Ordenszeit zum Kammeramt Liebstadt, welches zur Komturei Elbing gehörte. Im Zinsbuch des Ordens waren im Jahr 1437 in Herczogenwalt 90 Hufen vermerkt, für die je Hufe ½ Mark an Lichtmeß gezinst wurden.
Mit der Gründung des Herzogtum Preußens und dem damit verbundenen Ende der Ordenszeit in Ostpreußen, entstanden anstelle der Komturen drei "Kreise" die das neue Herzogtum gliederten. Im Südwesten entstand der Oberländische Kreis zudem auch Herzogswalde gehörte, er existierte bis zum Jahr 1752. Anstelle der Kammerämter traten Hauptämter, Herzogswalde war eins von sechs Kirchspielen im Hauptamt Liebstadt.
Im Königreich Preußen wurde das Verwaltungssystem neu geregelt, so entstanden mit der Auflösung der drei großen Kreise mehrere landrätliche Kreise, wie der landrätliche Kreis Mohrungen aus dem, mit der Verwaltungsreform von 1818, der Kreis Mohrungen entstand. Herzogswalde war bis 1945 Teil dieses Kreises.

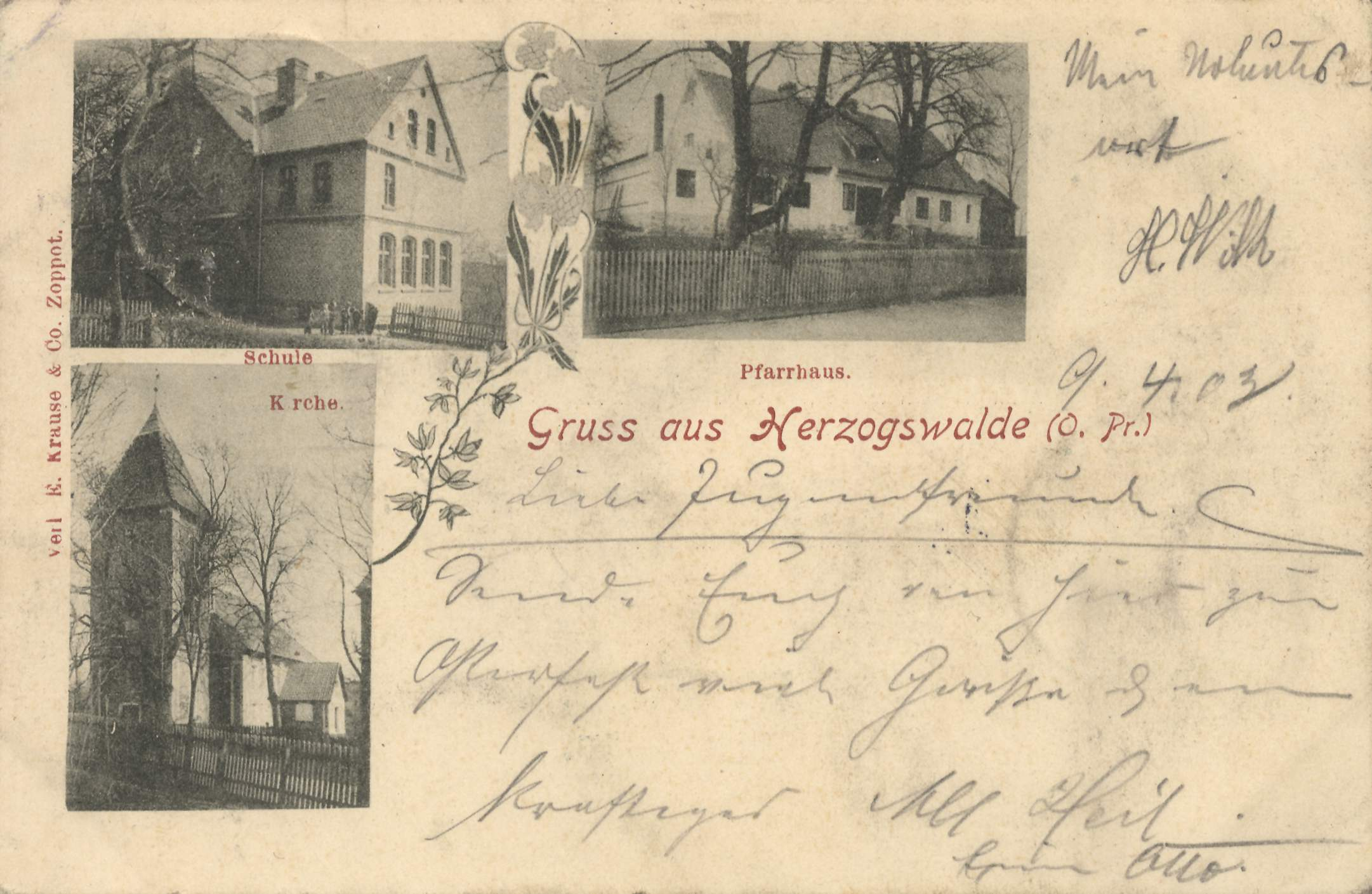
Die Schule, das Pfarrhaus, und die Kirche von Herzogswalde auf einer Ansichtskarte aus dem Jahr 1903

Mit der Schaffung der preußischen Amtsbezirke 1874, wurde Herzogswalde zu einem eigenen Amtsbezirk. Der Ort verfügte auch über ein eigenes Standesamt dem folgende Orte angehörten: Alt Menzels, Groß Trukainen, Klein Prägsden, Lettau, Lindenhof, Lomp, Narienmühle, Neu Menzels, Prägsden, Schillings und Waltersdorf.
Das preußische Gesetz über die Regelung verschiedener Punkte des Gemeindeverfassungsrechts vom 27. Dezember 1927 sah die Aufhebung der Gutsbezirke vor. So wurden am 31. Oktober 1928 die Landgemeinde Achthuben und der Gutsbezirk Wuchsnig-See in die Landgemeinde Herzogswalde eingegliedert.
Nach Ende des Zweiten Weltkrieges 1945 fiel der südliche Teil Ostpreußens, zu dem auch Herzogswalde gehörte, an Polen. Es folgte die Vertreibung der deutschen Bevölkerung und die Ansiedlung von Polen. Der Ort erhielt daraufhin seinen heutigen Namen Książnik.

### Einwohnerzahlen
| Jahr | Einwohner |
| ---- | --------- |
| 1820 | 467       |
| 1885 | 868       |
| 1905 | 725       |
| 1910 | 710       |
| 1933 | 705       |
| 1939 | 695       |

## Kirche

### Evangelisch
Herzogswalde gehörte zum evangelischen Kirchspiel Herzogswalde-Waltersdorf. Das Kirchspiel hatte einen Friedhof in Herzogswalde und in Neu Bolitten.

### Katholisch
Die katholischen Einwohner des Ortes gehörten zum Kirchspiel Liebstadt, Hl. Kreuz.

## Persönlichkeiten
- Karl Friedrich Kunz (1904–1969), deutscher Maler